# Haldor
Haldor med stavningsvarianten Halldor är ett fornnordiskt förnamn. Det är sammansatt av "hallur" med betydelsen 'sten', och "dór" som är en variation på "Þór" det vill säga Tor, åskguden inom asatron. Namnet har samma betydelse som namnen Torsten och det isländska Steindór.
I Sverige är namnet ovanligt. Den 31 december 2020 bar 153 män stavningsformen Haldor som förnamn, varav 25 som tilltalsnamn. Utöver detta bar 43 män stavningsformen Halldor som förnamn, varav 21 som tilltalsnamn. Inga kvinnor bar namnet som förnamn.

## Personer med förnamnet
- Halldor Okristne (omkring 950–1000), isländsk skald
- Halldór Snorrason (född ca 1012), isländsk bonde, son till Snorre gode
- Halldor Skvaldre (omkring 1100–1150), isländsk skald och fursteskald
- Halldór Brynjólfsson (1692–1752), isländsk biskop
- Haldor Topsøe (1842–1935), dansk kemist och kristallograf
- Halldór Hermannsson (1878–1958), isländsk bibliograf
- Haldor Halderson (1900–1965), kanadensisk professionell ishockeyspelare av isländsk härkomst
- Halldór Laxness (1902–1998), isländsk författare, mottagare av Nobelpriset i litteratur 1955
- Haldor Topsøe (ingenjör) (1913–2013), dansk civilingenjör och företagsledare
- Halldor Gunnløgsson (1918–1985), dansk modernistisk arkitekt
- Halldór Ásgrímsson (1947–2015), isländsk revisor och partiledare; under en period utrikes- och statsminister

## Personer med efternamnet
- Henning Halldor (1892–1990), svensk trädgårdsmästare och författare, ledamot i Kungliga Skogs- och Lantbruksakademien